# Шафірканський гідровузол
Шафірканський гідровузол — гідротехнічний комплекс в Узбекистані на річці Зеравшан, що виконує важливу вододільну функцію в системі каналів Бухарської оази.
Шафірканський гідровузол, перші споруди якого з'явились не пізніше 1973 року, розташовані на вході Зеравшану до Бухарської оази. При цьому менш ніж за кілометр вище по течії Зеравшану є завершення Шафірканської гілки Аму-Бухарського каналу, яка здатна подавати великі обсяги води походженням з Амудар'ї.
До складу гідровузла входять, зокрема, такі споруди:
- бетонна гребля в руслі Зеравшану завдовжки понад шість десятків метрів із шістьома водопропускними шлюзами;
- розташована під кутом до попередньої бетонна гребля завдовжки близько чотирьох десятків метрів із чотирма водопропускними шлюзами, що є оголовком каналу Джильван (Джильванський, Джальван), який прямує по правобережжю річки через північну частину оази та забезпечує її зрошення;
- оголовок Агітмінського скидного колектору, що прямує до Аякагітмінської западини. Призначенням подібних колекторів є відвід з іригованих масивів дренажних вод, що мають підвищений вміст солей, при цьому система Агітміснького скиду обслуговує 16 тисяч гектарів на території Гіждуванського та Шафірканського районів;
- оголовок підвідного каналу наливного Шуркульського водосховища, яке почали будувати в 1980-х роках.
Можливо також відзначити, що вище по течії Зеравшану розташований Навбахорський гідровузол, а нижче — Хархурський гідровузол.